# Faget-Abbatial
Faget-Abbatial är en kommun i departementet Gers i regionen Occitanien i sydvästra Frankrike. Kommunen ligger i kantonen Saramon som tillhör arrondissementet Auch. År 2022 hade Faget-Abbatial 215 invånare.

## Befolkningsutveckling
Antalet invånare i kommunen Faget-Abbatial
Referens:INSEE